# Tommy Aldridge
Tommy Aldridge (Jackson, Mississippi 1950. augusztus 15. –) amerikai hard rock dobos, aki olyan legendás zenekarokban fordult meg 4 évtizede tartó pályafutása során, mint a Whitesnake, a Thin Lizzy, a Black Oak Arkansas, de egyebek mellett Ozzy Osbourne, Ted Nugent, Gary Moore és Vinnie Moore oldalán is látni lehetett.
Korai hatásaiként olyan előadókat nevez meg, mint a Cream, a The Beatles, Jimi Hendrix vagy a Led Zeppelin. Dobosként Joe Morello és John Bonham volt rá a legnagyobb hatással. Sajátos stílusa dobosok generációira volt felbecsülhetetlen hatással, a kétlábdobos technika egyik legkorábbi úttörője.